# Rusbya taxifolia
Rusbya taxifolia là một loài thực vật có hoa trong họ Thạch nam. Loài này được Britton miêu tả khoa học đầu tiên năm 1893.